# روجر هامبي
روجر هامبي (بالإنجليزية: Roger Hamby)‏ هو مالك فريق ناسكار ‏ أمريكي، ولد في 2 يوليو 1943 في Ferguson, North Carolina ‏ في الولايات المتحدة.